# Yli-Mainua
Yli-Mainua eller Yli Mainuajärvi är en sjö i Finland. Den ligger i kommunen Pudasjärvi i landskapet Norra Österbotten, i den centrala delen av landet, 600 km norr om huvudstaden Helsingfors. Yli-Mainua ligger 118 meter över havet. Arean är 74,8 hektar och strandlinjen är 4,11 kilometer lång. Sjön  ingår i Kiminge älvs huvudavrinningsområde. 